# باغانور
باغانور (به مغولی: ᠪᠠᠭᠠᠨᠠᠭᠤᠷ) (به سیرلیک:Багануур) شهری در استان اولان‌باتور کشور مغولستان است که در سال ۱۹۹۷ میلادی دارای ۲۱٬۱۰۰ نفر جمعیت بوده و 
در سال ۲۰۰۸ با رشدی معادل +۱٫۸% (۴٬۷۷۷ نفر)، تعداد سکنه‌های آن به ۲۵٬۸۷۷ رسیده‌است.